# Marcel Langenegger
Marcel Langenegger (Rebstein, 2 aprile 1967 – 10 settembre 2015) è stato un regista, attore e produttore cinematografico svizzero.

## Biografia
Conclusi gli studi all'Università di Zurigo si trasferisce negli Stati Uniti, a Pasadena in California, per frequentare i corsi dell'Art Center College of Design. Il suo debutto da regista è nel 2008 con Sex List - Omicidio a tre.

## Filmografia

### Film
- Frankie Go Boom (2012)

### Film diretti
- Sex List - Omicidio a tre (2008)
- Latitude (anno incerto)

### Produttore
- Frankie Go Boom (2012)